# Bibi Andersson
Bibi Andersson, właśc. Berit Elisabeth Andersson (ur. 11 listopada 1935 w Sztokholmie, zm. 14 kwietnia 2019) – szwedzka aktorka filmowa i teatralna.

## Życiorys
W latach 1954–1956 studiowała w szkole teatralnej przy Królewskim Teatrze Dramatycznym w Sztokholmie. Występowała na scenach miejskiego teatru w Malmö i Uppsali. 
W latach 50. wystąpiła w wielu filmach Ingmara Bergmana (m.in. w Siódmej pieczęci i Tam, gdzie rosną poziomki), stając się uosobieniem dziewczęcego wdzięku i niewinności. Za rolę w filmie U progu życia (1958) otrzymała zbiorową nagrodę aktorską na 11. MFF w Cannes.
Zasiadała w jury konkursu głównego na 25. MFF w Cannes (1972).

## Filmografia
- 2004: The Return of the Dancing Master jako Elsa Berggren
- 2003: Nieznany książę (The Lost Prince) jako królowa Alexandra
- 2002: Elina (Elina: Som om jag inte fanns) jako Tora Holm
- 2000: Nigdy nie jest tak, jak człowiek sobie pomyśli (Det blir aldrig som man tänkt sig) jako Solveig Olsson
- 2000: Anna jako Annas Mor
- 1998: Längtans blaå blomma jako pani Tidren
- 1994: Sen motyla (Il Sogno della farfalla) jako matka
- 1994: Gra snów (Drömspel) jako Victoria
- 1992: Błyszczące futro i mocne łapy (Blank päls och starka tassar) jako Birgitta Thorell
- 1991: Do Julii (Till Julia) jako Gloria
- 1990: Haute tension: Secret de famille
- 1988: Wierzyciele (Fordringsägare) jako Tekla
- 1988: Mewa (Måsen) jako Arkadina
- 1988: Måsen jako Arkadina
- 1987: Uczta Babette (Babettes gästebud) jako szwedzka dama dworu
- 1987: Mroczny brzask (Svart gryning) jako Marie–Louise Wallen
- 1986: Biedny motylek (Pobre mariposa) jako Gertrud
- 1986: Jutro (Huomenna) jako Piosenkarka
- 1985: Wallenberg: A Hero’s Story jako major von Dardel
- 1984: Ostatnia gra (Sista leken) jako żona Viktora
- 1983: Sawanna (Savannen) jako Lydia
- 1983: Góra po drugiej stronie księżyca (Berget på månens baksida) jako Ann–Charlotte Leffler
- 1983: Czarne ptaki (Svarta fåglar) jako Simone Cambral
- 1983: Odsłona (Exposed) jako Margaret
- 1981: Błękitny ptak (L’Oiseau bleu) jako La Lumiere
- 1981: Tramwaj zwany pożądaniem (Linje lusta) jako Blanch DuBois
- 1981: Rumienię się (Jag rodnar) jako Siv Andersson
- 1980: Marmolada rewolucyjna (Marmeladupproret) jako Anna–Berit
- 1979: Dzieciom wstęp wzbroniony (Barnförbjudet) jako matka
- 1979: Port lotniczy ’79 (The Concorde: Airport '79) jako Francine
- 1979: Kwintet (Quintet) jako Ambrosia
- 1979: Dwie kobiety (Twee vrouwen) jako Laura
- 1978: Wróg ludu (Enemy of the People, An) jako Catherine Stockmann
- 1978: Wciąż o miłości (L’Amour en question') jako Catherine Dumais
- 1977: Nigdy nie obiecywałem ci ogrodu pełnego róż (I Never Promised You a Rose Garden) jako dr Fried
- 1976: En Dåres försvarstal jako siri von Essen
- 1976: Deszcz nad Santiago (Il pleut sur Santiago) jako Monique Calve
- 1976: Blondynka (Germicide) jako Patricia Tauling
- 1975: Tre kast jako Member of the Film board
- 1974: Po upadku (After the Fall) jako Holga
- 1974: Rywalka (La Rivale) jako Blanche Huysman
- 1973: Sceny z życia małżeńskiego (Scener ur ett äktenskap) jako Katarina
- 1973: Makt på spel
- 1973: Czas pożegnania (Afskedens time) jako Elsa Jacobsen
- 1972: Człowiek stamtąd (Chelovek s drugoj storony) jako Britt Stagnelius
- 1971: Dotyk (Beröringen) jako Karin Vergerus
- 1970: Historia kobiety (Storia di una donna) jako Karin Ullman
- 1970: List na Kreml (Kremlin letter, The) jako Erika Boeck
- 1969: Fröken Julie jako Julie
- 1969: Pomyśl o liczbie (Tänk på ett tal) jako Jane Merrild
- 1969: Namiętności (Passion, En) jako Eva
- 1968: Wakacje we czworo (Violenza al sole)
- 1968: Czarne korony palm (Svarta palmkronor) jako Elin Pappila
- 1968: Dziewczęta (Flickorna) jako Liz Lindstrand
- 1968: Gwałt (Viol, Le) jako Marianne Severin
- 1967: Wieczór Trzech Króli (Trettondagsafton) jako Viola
- 1967: Przepraszam, pan jest za czy przeciw? (Scusi, lei e’ favorevole o contrario?) jako Ingrid
- 1966: Wyspa (Ön) jako Marianne
- 1966: O miłości (O lyubvi)
- 1966: Persona jako pielęgniarka Alma
- 1966: Pojedynek w Diablo (Duel at Diablo) jako Ellen Grange
- 1966: Moja siostra, moja miłość (Syskonbädd 1782) jako Charlotte
- 1965: Czerwcowa noc (Juninatt) jako Britt
- 1964: O tych paniach (För att inte tala om alla dessa kvinnor) jako Humlan
- 1962: Krótkie lato (Kort är sommaren) jako Edvarda
- 1962: Kochanka (Älskarinnan) jako dziewczyna
- 1961: Ljuva ungdomstid jako Muriel McComber, córka Davida
- 1961: Raj (Lustgården) jako Anna, córka Fanny
- 1961: Nieśpieszne serce (Det låter som ett hjärta) jako Mia
- 1961: Raj (Lustgården) jako Anna
- 1961: Karnawał (Karneval) jako Monika
- 1961: Tragiczny zamach (Square of Violence) jako Maria
- 1961: Lustgården jako Anna, córka Fanny
- 1960: Dzień weselny (Bröllopsdagen) jako Sylvia Blom
- 1960: Oko diabła (Djävulens öga) jako Britt–Marie
- 1959: Gra zwana miłością (Den kära leken) jako Lena
- 1959: Lilith jako córka krawca
- 1958: Twarz (Ansiktet) jako Sara
- 1958: U progu życia (Nära livet) jako Hjördis Petterson
- 1958: Rabies jako Eivor
- 1958: Jesteś moją przygodą (Du är mitt aventyr) jako Christina Blom
- 1957: Siódma pieczęć (Det sjunde inseglet) jako Mia
- 1957: Tam, gdzie rosną poziomki (Smultronstället) jako Sara
- 1957: Poszukuje się letniska (Sommarnöje sökes) jako Mona Dahlström
- 1957: Przybycie pana Sleemana (Herr Sleeman kommer) jako Anne–Marie
- 1956: Ostatnia para wychodzi (Sista paret ut) jako Kerstin
- 1956: Prywatne wejście (Egen ingang) jako Karin Johansson
- 1955: Uśmiech nocy (Sommarnattens leende) jako aktorka
- 1955: Dziewczyna w deszczu (Flickan i regnet) jako Lilly
- 1954: Skarb rodu Arne (Herr Arnes penningar) jako Berghild
- 1954: Noc w Glimmingehus (En natt på Glimmingehus) jako Maj Månsson
- 1953: Trzepot skrzydeł w nocy (Vingslag i natten) jako Studentka na przyjęciu Torneliusa
- 1953: Głupi Bum (Dum–Bom) jako Elvira
- 1952: U–Boat 39 (Ubåt 39) jako dziewczyna na pociągu
- 1951: Panna Julia (Fröken Julie) jako tańcząca dziewczyna